# 氟化鋁
氟化鋁是一种無機化合物，化學式為AlF3。它可以通過氫氧化鋁或金屬鋁和氟化氫反应制备。固體結構與三氧化錸（ReO3）相似，由扭曲的六氟化鋁（AlF6）正八面體组成。
与鋁的其他鹵化物不同，AlF3是难熔的。AlCl3、AlBr3及AlI3在液态和气态下是二聚体。在大約1000°C時，氣態氟化鋁为平面三角形构型，具有D3h对称群。Al-F鍵長163pm。
氟化鋁能增加電解質的導電性，以及降低氧化鋁的熔點，所以在电解铝的生產中是重要的添加劑。